# Míkisz Theodorákisz
Mihail "Míkisz" Theodorákisz, görögül: Μιχαήλ "Μίκης" Θεοδωράκης (Híosz, 1925. július 29. – Athén, 2021. szeptember 2.) BAFTA-díjas görög zeneszerző, kommunista politikus.

## Élete és munkássága
Míkisz Theodorákisz 1925. július 29-én született Jeórjiosz Mihaíl Theodorákisz és Aszpaszía Pulákisz gyermekeként. Gyermekkorától vonzotta a népzene és az egyházi zene, dalokat írt, 17 éves korában már koncertet is adott.
1943-ban költözött Athénba, ahol bekapcsolódott a görög kommunisták német- és olaszellenes fegyveres ellenállási szervezetébe, az ELASZ-ba. A kommunisták oldalán harcolt az 1944 és 1948 közötti görög polgárháborúban is. Többször letartóztatták, bebörtönözték, megkínozták, de 1950-ben befejezhette az athéni konzervatóriumot. Krétára utazott, ahol a Chania Music School vezetője lett és megalapította első zenekarát. 1953-ban megnősült, 1954-től pedig Párizsban folytatta zenei tanulmányait, Olivier Messiaen, Eugene Bigot és René Leibowitz tanítványa volt.
Gazdag zeneszerzői munkásságot folytatott, a legnagyobb sikereket balettzenéivel aratta. I. szvit című munkája 1957-ben a moszkvai Sosztakovics-fesztiválon kapott aranyérmet. Antigoné című darabját 1959-ben a londoni Covent Gardenben mutatták be. 1959-ben a brit Michael Powell a Teruel szerelmesei című balettjéből megrendezte a Honeymoon című filmet, ami díjat nyert Cannes-ban, és főcímdalát a Beatles is műsorára tűzte.
1961-ben visszatért Görögországba. A Grigorisz Lambrakisz baloldali politikus ellen elkövetett merénylet után részt vett a Lambrákisz Demokrata Ifjúsági Szövetség megalapításában. Az 1964-ben bemutatott, három Oscar-díjat elnyert Zorba, a görög című film zeneszerzőjeként világhírű lett. A film betétdala, a Zorba tánca című szirtaki a filmtől függetlenül is világsláger lett, az önálló album 11. helyen szerepelt a Billboard slágerlistáján, a filmzene maga pedig 6. lett a brit slágerlistán. A Zorba azóta is a görög zene megtestesítője a világon, Görögországban pedig Teodorákisz nemzeti hős, élő legenda lett, dalai népzenévé váltak.
Az 1967-es görögországi jobboldali katonai puccs után a junta Teodorákiszt elhallgattatta, zenéjét betiltották. Az 1969-ben Costa-Gavras által Franciaországban rendezett Z, avagy egy politikai gyilkosság anatómiája című francia-algériai film zenéjét is ő szerezte. 1970-ben a nemzetközi kulturális nyomás eredményeképpen (többek között Leonard Bernstein, Sosztakovics, Arthur Miller lépett fel az érdekében) elhagyhatta Görögországot. Ezután a katonai junta elszánt kritikusaként járta a világot, majd a diktatúra bukása után, 1974-ben nagy ünneplés közepette térhetett haza.
1981–1986 között Görögország Kommunista Pártja, 1989–1993 között pedig a konzervatív Új Demokrácia párt parlamenti képviselője volt. Utóbbi minőségében segédkezett egy nagykoalíció létrehozásában, aminek a polgárháború óta először a Görög Kommunista Párt is részese lett. 1990–1992 között tárca nélküli miniszter volt. A 2010-es években a radikális baloldali görög párt, a Sziriza tagja volt.
1992-től a Görög Állami Rádió (ERT) kórusának és két zenekarának általános zenei igazgatója volt.

## Művei
- Assia-Gonia (zenekar, 1945-1950)
- Oedipus Tyrannus (vonósok, 1946)
- Szonatina no. 1, 2 (1957, 1958)
- Epiphania (dalciklus, 1959)
- Elektra, Phaedra, Zorba, a görög, Z, avagy egy politikai gyilkosság anatómiája(filmzenék, 1962, 1965)
- Arkadiasz no. 1–10 (dalciklus, 1968-1969)
- Canto General (poporatórium, 1972)
- Bizánci mise (1982)
- Requiem (1985)
- Kosztasz Kariotakisz (opera, 1985)
- Medea (opera, 1990)
- Elektra (opera, 1993)
- balettek, szimfóniák, oratóriumok, dalok, filmzenék, olimpiai kantáta (1991)
- Az utolsó balkáni nagyúr (filmzene, 2005)
- Mauthauseni oratórium

## Könyvei
- Önéletrajza négy kötetben (1986–1992)

## Fontosabb díjai, kitüntetései
- A moszkvai Sosztakovics Fesztivál Aranyérme (1957)
- Copley-díj (1957)
- az Athéni Dalfesztivál 1. díja (1961)
- Sibelius Érem (1963)
- BAFTA-díj a legjobb filmzenének (1969)
- francia Becsületrend (2007)
- Nemzetközi Lenin-békedíj (1983)
- az Onasszisz-alapítvány díja (2000)